# Groupe fortifié l'Aisne

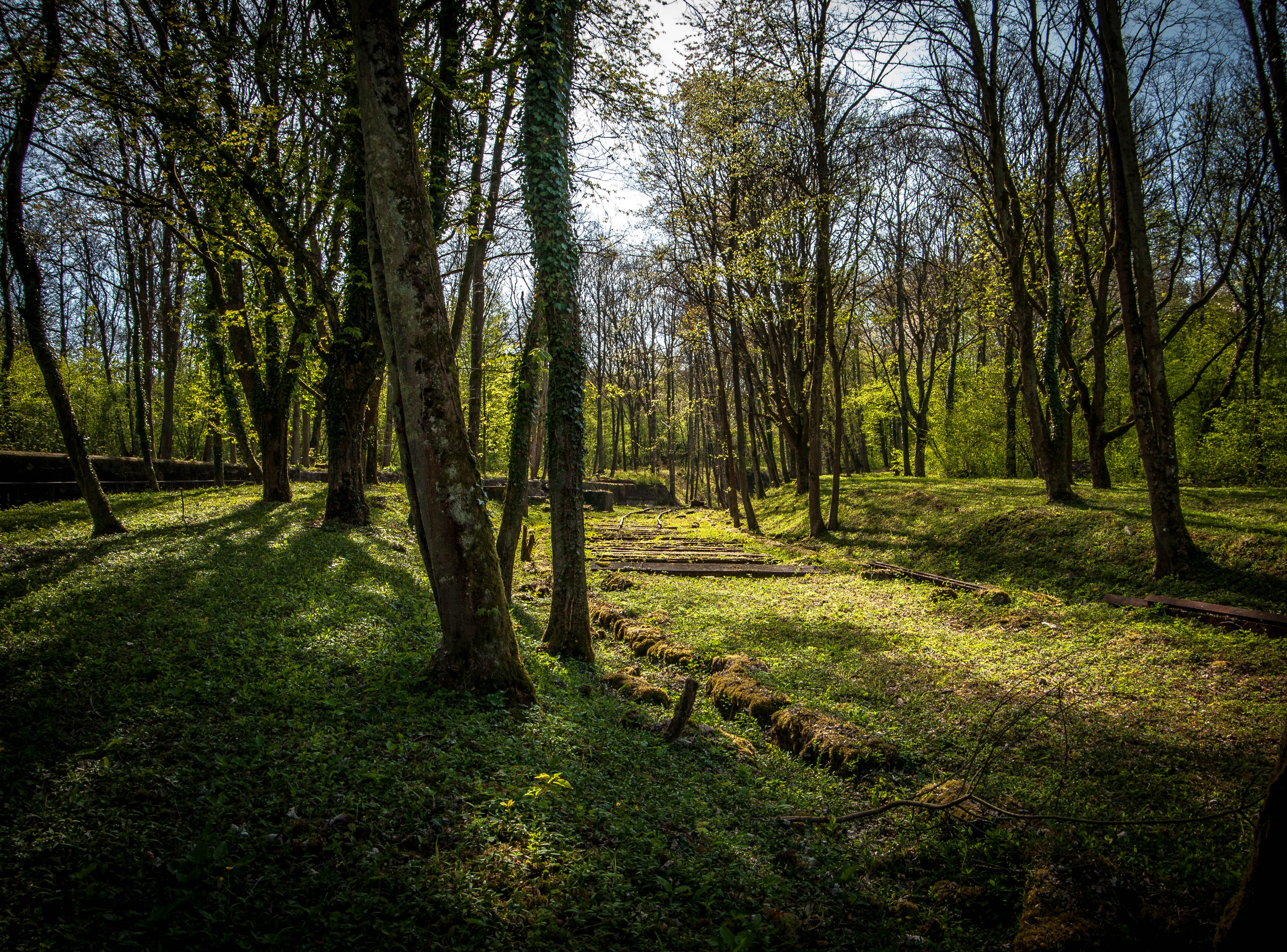
Vestige de rails au fort de l'Aisne.

La Feste Wagner, rebaptisé groupe fortifié l’Aisne par les Français en 1919, est un fort de la seconde ceinture fortifiée de Metz, en Moselle. Ce groupe fortifié, construit sur les communes de Pournoy-la-Grasse et de Verny, contrôlait la vallée de la Seille. Il connut son baptême du feu, fin 1944, lors de la bataille de Metz.

## Contexte historique
Pendant l’Annexion, Metz, dont la garnison allemande oscille entre 15 000 et 20 000 hommes au début de la période et dépasse 25 000 hommes avant la Première Guerre mondiale, devient progressivement la première place forte du Reich allemand. La Feste Wagner complète la Seconde ceinture fortifiée de Metz composée des Festen Wagner, Kronprinz (1899 - 1905), Leipzig (1907-1912), Kaiserin (1899-1905), Lothringen (1899-1905), Freiherr von der Goltz (1907-1916), Haeseler (1899-1905), Prinz Regent Luitpold (1907-1914) et Infanterie-Werk Belle-Croix (1908-1914). 
La place forte de Metz faisait partie d’un programme de fortifications plus vaste, appelé « Moselstellung » et englobant des forteresses disséminées dans la vallée de la Moselle entre Thionville et Metz. À cette fin, ces deux villes étaient spécialement desservies par la Kanonenbahn Berlin - Metz, une ligne de chemin de fer stratégique. L’objectif de l’Allemagne était de se protéger contre une attaque française visant à reprendre l'Alsace-Lorraine à l’Empire allemand. 
À partir de 1899, le Plan Schlieffen de l’état-major allemand conçut les fortifications de la Moselstellung, comme un verrou destiné à bloquer l’avance éventuelle des troupes françaises en cas de conflit. Ce concept de ligne fortifiée sur la Moselle constituait une innovation significative par rapport au système Séré de Rivières développé par les Français. Il inspirera plus tard les ingénieurs de la Ligne Maginot.

## Construction et aménagements
Le groupe fortifié l’Aisne devait protéger la vallée de la Seille, non loin de Verny. Cette mission devait être facilitée par une inondation défensive, verrouillant ainsi tout le sud du front de Metz. Construit entre 1904 et 1910, l’ouvrage fortifié prend le nom de Feste Wagner, en hommage à Julius Wagner, général allemand responsable de l’A.K.O. 
Appartenant aux forts de Metz, le fort fait partie des ouvrages de deuxième génération. Il a donc pu bénéficier des dernières innovations, tant dans le domaine de l’armement, que dans celui des conditions de vie. Il bénéficie d’un grand confort pour l’époque : chauffage central, toilettes, four à pain, usine électrique, téléphone, et eau courante. Sa puissance de feu n'a d'égale que sa solidité à toute épreuve, grâce à l’utilisation nouvelle et massive du béton et de l’acier. Un réseau de galeries souterraines permettait de relier les différents points du groupe fortifié, couvrant une superficie de plus de 40 ha. L’artillerie du fort pouvait tirer jusqu’à deux tonnes d’obus à la minute, grâce à ses pièces de 5,3 cm, 10 cm, voire 15 cm. 
Les 4 casernes fortifiées pouvaient recevoir 4 Infanteriekompanien, 2 MG-Kompanien, 2 Artilleriebatterien, 3 Pionier-Sektionen, soit un total de 1 250 hommes. L’ouvrage disposait de 15 coupoles d’observation et de 51 postes de guet. Pas moins de 1 950 m de galeries souterraines relient les différents postes de l’ouvrage. Le groupe fortifié disposait de 2 200 m3 d’eau. Enfin, 7 moteurs diesel, de 30cv chacun, fournissaient l’énergie nécessaire à son fonctionnement.

## Affectations successives
À partir de 1890, la relève dans les forts est assurée par les troupes du XVIe Corps d’Armée stationnées à Metz et à Thionville. Durant la Première Guerre mondiale, le fort n’intervient que pour soutenir le front, et ne souffre d’aucun combat. Son artillerie se révèle efficace. Sa position de base arrière lui permet de se voir décorer de superbes fresques, encore visibles aujourd’hui. 
En 1919, comme l’ensemble des forts de Metz, il est livré sans combat à l’armée française. Son confort et ses prouesses technologiques impressionnent l’État-major français, qui en tirera de précieux enseignements pour la construction de la future ligne Maginot. Pendant l’Entre-Deux-Guerres, le fort sert de dépôt pour des pièces d’artillerie lourde sur voie ferrée. Après le retrait des troupes françaises en juin 1940, l’armée allemande réinvestit les lieux pour quatre années. 
Comme le Groupe fortifié La Marne et d'autres forts de Metz, le groupe fortifié sert de dépôt de munitions, puis de lieu de stockage pour des têtes de torpilles aériennes. Réinvesti par l’armée française en 1945, le fort n’est pas remilitarisé, mais simplement maintenu en l’état, avant d’être pillé dans les années 1970. Depuis 1982, l’Association pour la découverte de la fortification messine (ADFM) gère le site. Le fort de Verny est pour l'instant le seul fort de la ceinture fortifiée messine à être ouvert à la visite du public.

## Seconde Guerre mondiale
Durant la Seconde Guerre mondiale, le groupe fortifié l’Aisne est utilisé par l’Allemagne nazie. Ses galeries souterraines offrent un refuge idéal en cas d’attaque aérienne. À partir de juin 1942, un bon millier d’ouvriers spécialisés se relayent dans le fort, qui devient vite une véritable usine souterraine. Ces Ostarbeiter, ou « travailleurs des pays de l’Est », usinent et montent des torpilles aériennes et marines. Les torpilles sont ensuite acheminées de nuit au dépôt de la Kriegsmarine situé dans le bois de Cattenom. Lors de la bataille de Metz, l’ancienne place-forte, déclarée forteresse du Reich par Hitler, doit être défendue jusqu’à la dernière extrémité par les troupes allemandes. La défense s’organise donc dans le groupe fortifié l’Aisne et les autres forts de Metz.
Mais l’offensive américaine, lancée le 7 septembre 1944 sur la ligne ouest des forts de Metz tourne court. Les troupes américaines s’arrêtent finalement sur la Moselle, malgré la prise de deux têtes de ponts au sud de Metz. Buttant contre des forts mieux défendus qu’elles ne le pensaient, les troupes américaines sont maintenant à bout de souffle. Le général McLain, en accord avec le général Walker, décide de suspendre les attaques, en attendant de nouveaux plans de l’état-major de la 90e Infantry Division. Lorsque les hostilités reprennent en octobre, après un mois pluvieux, les soldats de la 462e Volks-Grenadier-Division tiennent toujours solidement les positions, même si les ravitaillements se font plus difficilement, à cause des tirs d’artillerie et des bombardements fréquents.
Le 9 novembre 1944, l'Air Force envoie pas moins de 1 299 bombardiers lourds, B-17 et B-24, déverser 3 753 tonnes de bombes, de 1 000 à 2 000 livres, sur les ouvrages fortifiés et les points stratégiques situés dans la zone de combat de la 3e armée. La plupart des bombardiers ayant largué leurs bombes sans visibilité, à plus de 20 000 pieds, les objectifs militaires sont souvent manqués. À Metz, les 689 chargements de bombes destinés à frapper le fort Jeanne d’Arc et six autres forts, désignés comme des cibles prioritaires, ne font que des dégâts collatéraux, prouvant une fois de plus l’inadéquation des bombardements massifs sur des objectifs militaires.
Le fort Jeanne-d'Arc fut le dernier des forts de Metz à déposer les armes. La résistance allemande, déterminée, les intempéries et les inondations, inopportunes, ainsi qu’une tendance générale à mésestimer la puissance de feu des fortifications de Metz, ont contribué à ralentir l’offensive américaine, donnant l’occasion à l’armée allemande de se retirer en bon ordre vers la Sarre. L’objectif de l’état-major allemand, qui était de gagner du temps en fixant le plus longtemps possible les troupes américaines en avant de la ligne Siegfried, sera donc largement atteint.